# Şeyhülislam

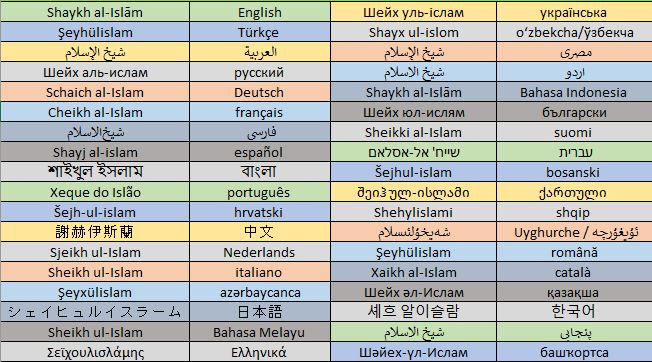
Şeyhülislam

Şeyhülislam sau Şeyh-ül İslam (formă turcă,a termenului arab: شيخ الإسلام Sheh al-Islam), este cel mai învățat și cel mai în măsură să se pronunțe pe teme de religie, autoritatea oficială supremă în materie de religie islamică într-un număr de state musulmane.
Acest titlu era sau este atribuit unui teolog de frunte, care deține o cunoaștere profundă a tradiției legale islamice și capacitatea de a aplica normele religioase în situații și chestiuni noi,care nu au fost discutate sau rezolvate anterior. De asemenea unui sheih-al-islam i se pretinde a fi o autoritate morală în rândurile comunității sau națiunii islamice Umma. 
Într-o serie de societăți islamice titlul de Sheih al Islam era echivalent cu cel de judecător suprem sau mare cadiu. 

## Imperiul Otoman
În timpul Imperiului Otoman Șeyhülislam era capul suprem al milletului islamic sunit, aproximativ în aceeași măsură cum Patriarhul tututor elenilor, adică Patriarhul ortodox al Constantinopolului reprezenta așa numitul Rum-millet.
funcționarul de stat care avea cea mai mare împuternicire să decidă. Când era nevoie își exprima opinia emițând un edict religios islamic, fetva. Aceste fetva aveau rangul de lege. În 1920 când s-a înființat Guvernul Parlamentar, această instituție a devenit minister cu denumirea Şeriye ve Evkaf Vekaleti. La scurt timp după proclamarea Republicii în 1924, după ce a fost adoptat principiul laicității, acest minister s-a desființat și locul i-a fost luat de Ministerul Afacerilor Religioase.
De la acordarea acestui titlu lui Molla Fenârî în 1424 până la ultimul şeyhülislam otoman, Medenî Nuri Efendi în 1922, și demisia acestuia împreună cu întregul cabinet au trecut 498 de ani.
Între 1424 și 1922 au fost 131 de şeyhülislami numiți de 175 de ori. Cel mai longeviv a fost Ebu's-Suud Efendi care a stat în funcție 29 de ani, în timp ce Memikzade Mustafa Efendi a rezistat doar 13 ore.
Dintre cei 131 de şeyhülislami, doar 9 nu au fost de etnie turcă (arabă, bosniacă, gruzină, cerkeză, albaneză). Printre şeyhülislami s-au numărat savanți, scriitori, poeți, caligrafi, compozitori și legiuitori. Adunând la un loc toate fetva emise, mulți şeyhülislami au lăsat în urmă importante opere atât din punct de vedere al științelor islamice, cât și din punct de vedere al istorie dreptului otoman.
În timpul lui Yavuz Sultan Selim (1512–1520), şeyhülislamului Ahmed ibni Kemal Pașa i s-a acordat și titlul de Müftî-yüs-sekaleyn (cel care dă fetva oamenilor și ginilor). Până în timpul lui Soliman Magnificul (1520–1566) nu exista o regulă obligatorie de numire a şeyhülislamului, însă, după o lege întocmită de Ebu’s-Suud Efendi, acesta a devenit o instituție în ierarhia otomană.
În legislația lui Mahomed Cuceritorul, şeyhülislamul și învățătorii padișahului erau mai sus ierarhic decât vizirii. Conform acestei legislații, şeyhülislamul era șeful ulemalelor (învățaților-religioși), la mijlocul secolului al XVI-lea fiind considerat și șeful savanților. În secolul al XVI-lea, venirea în funcție a unor alimi (învățați musulmani) puternici ca Zenbilli Ali Cemâlî Efendi, İbn-i Kemal Pașazâde și Ebu's-Suûd Efendi a adus și mai mult prestigiu instituției. Aceștia au avut o contribuție deosebită în ascensiunea Imperiului Otoman.
La început o funcție de rang secund ca judecător militar și consilier al sultanului, instituția de şeyhülislam a căpătat importanță mai ales după venirea în funcție a lui İbn-i Kemal (1525–1533) și a lui Ebu's-Suud Efendi (1545–1574).
Şeyhülislam era considerat de otomani șeful clasei savanților în științe. În perioada otomană clasică, funcționarii statului se împărțeau în trei clase: kalemiye, seyfiye ve ilmiye, adică funcționari, militari și savanți. Clasa savanților corespundea Ministerului Justiției, Ministerului Educației Naționale și Ministerului Afacerilor Religioase din ziua de azi.
În istoria otomană nu se căuta o educație deosebită pentru a fi sadrazam (al doilea în rang după padișah), dar pentru a fi şeyhülislam și chiar pentru funcțiile premergătoare: kadiu, muftiu, muderris (profesor în medrese – echivalentul de azi al profesorului universitar) se cerea cea mai aleasă educație.

### Lista purtătorilor titlului de  Șeyhülislam în Imperiul Otoman
Molla Fenari, Molla Yegan, Fahreddin Acemi, Molla Hüsrev, Molla Gürani, Molla Abdülkerim, Çelebi Alaaddin, Efdalzade Hamidüddin, Zembilli Ali Cemali, Kemalpașazade, Sadullah Sadi, Çivizade Muhyiddin, Hami Abdülkadir, Fenarizade Muhyiddin, Ebussuud, Konyalı Hamid, Kadızade Ahmed, Mollazade Mehmed, Çivizade Hacı Mehmed, Müeyyedzade Abdülkadir, Bostanzade Mehmed, Bayramzade Zekeriyya, Hoca Mehmed Sadeddin, Caferzade Sunullah, Hoca Sadeddinzade, Ebulmeyanin Mustafa, Hoca Sadeddin Mehmed, Yahya Efendi, Ahizade Hüseyin, Ebu Said Mehmed, Muid Ahmed, Hacı Abdurrahman, Mehmed Bahai, Karaçelebizade, Hasanzade Abdurrahman, Memikzade Mustafa, Hocazade Mesud, Hanefi Mehmed, Balizade Mustafa, Bolevi Mustafa, Esiri Mehmed, Sunizade, Mimkanizade, Çatalcalı Ali, Ankaravi Mehmed, Debbağzade Mehmed, Seyyid Feyzullah, EbuSaid Feyzullah, Sadreddin Sadık, İmam Mehmed, Pașmakçızade, Ebezade, Mehmed ataullah, İmam Mahmud, Mirza Musa, Menteșzade, Kara Ismail, Yenișehirli Abdullah, Mirzazade, Pașmakçı Abdullah, Ebulhayr, Ebu Ishakzade, Durri Mehmed, Feyzullahzade Mustafa, Pirizade, Hayati Mehmed, Mehmed Zeyni, Karahalilzade, Mehmed Esad, Seyyid Mürteza, Medeni Mehmed, Mustafa Sabri.